# اندیس بلده۱
بلده۱ یک اندیس غیرفلزی است که در حوالی شهر بلده استان مازندران قرار دارد و مادهٔ معدنی موجود در آن، کلسیت است. سنگ میزبان این اندیس سنگ آهک تا آهک شیلی است و دیرینگی آن به دوران تریاس زیرین می‌رسد.